# Cephaloleia maxima
Cephaloleia maxima es un coleóptero de la familia Chrysomelidae.
Fue descrita científicamente en 1942 por Uhmann.